# بيرتولد أورباخ
بيرتولد أورباخ (بالألمانية: Berthold Auerbach)‏ (و. 1812 – 1882 م) هو شاعر، وكاتب ألماني، ولد في هورب آم نيكار، توفي في كان، عن عمر يناهز 70 عاماً.

## التعليم
تعلم في جامعة توبنغن، وجامعة هايدلبرغ، وجامعة لودفيغ ماكسيميليان في ميونخ، وEberhard-Ludwigs-Gymnasium ‏.

## جوائز
حصل على جوائز منها:
- النيشان البافاري الماكسيميلياني للعلوم والفن (1876)
- Order of the Red Eagle 4th Class  [لغات أخرى]‏.

## روابط خارجية
- بيرثولد أورباخ على موقع الموسوعة البريطانية (الإنجليزية)